# Marek Grechuta
Marek Michał Grechuta (10. prosinca 1945. Zamość, Poljska - 9. listopada 2006. Kraków, Poljska) je bio poljski pjevač, tekstopisac, skladatelj i slikar.

## Biografija
Rođen je u Zamosću gdje je završio srednju školu. Godine 1963. počeo je studirati arhitekturu u Krakovu. Tamo je upoznao skladatelja Jana Kantyja Pawluśkiewicza, s kojim je osnovao glazbenu skupinu ANAWA 1966. U idućoj godini bio je nagrađen osvojivši drugo mjesto na VI. državnom natjecanju učenika glazbenika. Godine 1968. je osvojio nekoliko nagrada na Festivalu poljske glazbe u Opoleu. Njegova najpoznatije pjesme iz tog razdoblja su: "Niepewność", "Będziesz moją panią" i "Korowód".
Godine 1971., otišao je ANAWA-e i osnovao novi sastav Wiem (W Innej Epoce Muzycznej, drugačije glazbene epohe, no Wiem znači "Znam" na poljskom). Godine 1976. napisao je s Janom Kantyjem Pawluśkiewiczem glazbu u mjuziklu "Szalona lokomotywa". U razdoblju od 1976. do 1986. surađivao je s klubom "Piwnica pod Baranami" u Krakovu. Napisao je i nekoliko pjesama za djecu.
Marek Grechuta je umro u 2006. u Krakovu.

## Diskografija
- Marek Grechuta & Anawa (1970.).
- Korowód (1971.).
- Droga za widnokres (1972.).
- Magia obłoków (1974.).
- Szalona lokomotywa (1977.).
- Pieśni Marka Grechuty do słów Tadeusza Nowaka (1979.).
- Śpiewające obrazy (1981.).
- W malinowym chruśniaku (1984.).
- Wiosna - ach to ty (1987.).
- Krajobraz pełen nadziei (1989.).
- Piosenki dla dzieci i rodziców (1991.).
- Dziesięć ważnych słów (1994.).
- Niezwykłe miejsca (2003.).